# Survival of the Dead

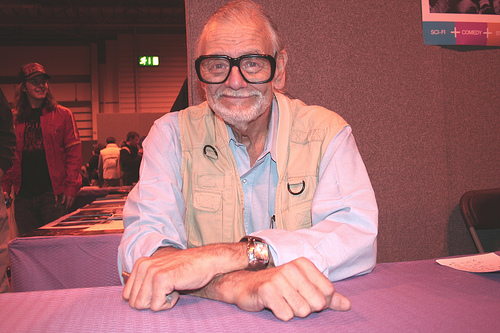
George A Romero Diretor e roteirista.

Survival of the Dead (Brasil: A Ilha dos Mortos ) é um filme de terror, produzido nos Estados Unidos em 2009, escrito e dirigido por George A. Romero, que segue um grupo de mercenários da Guarda Nacional, que apareceu brevemente em Diário dos Mortos. O filme foi lançado em DVD no Reino Unido em 15 de março de 2010, seguido de um vídeo sob demanda publicado em 30 de abril de 2010, seguido por um lançamento limitado nos cinemas em 28 de maio de 2010.

## Sinopse
Em um mundo devastado por zumbis, um grupo de soldados mercenários descobre a existência de uma ilha que promete segurança para aqueles que ainda não foram infectados pela epidemia de zumbis. No local isolado, duas famílias rivais lutam há gerações pelo domínio da ilha. Uma delas é favorável ao extermínio das aterrorizantes criaturas; a outra, prefere preservá-los até encontrarem a cura. Com a chegada dos forasteiros, a tensão entre elas cresce e a manifestação de zumbis se torna cada vez mais incontrolável.

## Elenco
- Alan van Sprang como Sarge "Nicotine" Crockett
- Kenneth Welsh como Patrick O'Flynn
- Kathleen Munroe como  Janet O'Flynn
- Devon Bostick como Boy
- Richard Fitzpatrick como Seamus Muldoon
- Athena Karkanis como Tomboy
- Stefano Di Matteo como  Francisco
- Joris Jarsky como Chuck
- Eric Woolfe como Kenny McDonald
- Julian Richings como James O'Flynn
- Wayne Robson como Tawdry O'Flynn
- Joshua Peace como D.J.
- George Stroumboulopoulos como Talk Show

## Prêmios e Indicações

### Indicações
Festival de Veneza
- Leão de Ouro: 2009